# Опалєв Валентин Олегович
Валентин Олегович Опалєв (4 липня 1958, Котовськ, Одеська область) — український актор, теле- та кінопродюсер. Засновник та генеральний продюсер телекомпаній «Мостелефільм» і «Київтелефільм». Член академії Російського телебачення, член гільдії продюсерів Росії.

## Біографія
Народився в місті Котовськ. Вищу освіту отримав в Одеському політехнічному інституті. Під час навчання грав у студентському театрі мініатюр, а також знявся у телепередачі «Веселі хлопці». 
Після навчання почав працювати за фахом у сфері атомної енергетики. Брав участь у ліквідації аварії на Чорнобильській АЕС.
У 1989 році почав професійну діяльність на телебаченні, створивши перше в УРСР експериментальне кабельне телебачення в місті Славутич.
У 1994—2000 роках очолював засновану ним компанію «ПРО TV». 
У 1997—1998 роках був директором телеканалу «СТБ».
У 2000—2005 роках обіймав посаду генерального директора творчого об'єднання «Мамаду», а також був актором у проектах «Повне Мамаду» і «Шоу довгоносиків».
Починаючи з 2006 року працює генеральним продюсером телекомпаній «Мостелефільм» і «Київтелефільм».

## Обрана фільмографія

### Продюсер
- 1996—1999 — «Шоу довгоносиків»
- 2003 — «Весела компанія»
- 2005 — «Право на кохання»
- 2006 — «Вовчиця»
- 2007 — «Янгол-охоронець»
- 2007 — «Репетитор»
- 2008 — «Бумеранг»
- 2008 — «Чорна сукня» (у співавт.)
- 2008 — «Гріхи наші» (у співавт.)
- 2010 — «Недоторкані»
- 2014 — «Мама в законі»
- 2019 — «Не жіноча праця»
- 2021 — «Врятувати Віру»

### Актор
- 1991—1992 — «Джентльмен-шоу» — різні ролі
- 1991—1995 — «Маски-шоу» — різні ролі
- 1996—1999 — «Шоу довгоносиків» — доктор Ватсон, освітлювач, пожежник, єврей (доктор Шлягер), продюсер, професор Фрейд та ін.
- 1999 — «Повне марабу» — різні ролі
- 1999—2001 — «Повне мамаду» — інспектор Петренко, кум Панько
- 2000—2001 — «Комедійний квартет» — Валентин Мишкін, доктор Ватсон, кум Панько
- 2000—2001 — «Приватна міліція» — інспектор Петренко
- 2002 — «Нові пригоди Шерлока Холмса і доктора Ватсона» — доктор Ватсон
- 2004 — «ЖЕК» — начальник ЖЕКу
- 2004 — «Зцілення коханням» — водій лімузину (нема в титрах)
- 2015 — «Прокурори» — Станіслав Шарменко